# Hoorn van Valere
De Hoorn van Valere is een fictief object uit de fantasy-serie Het Rad des Tijds van Robert Jordan.
De Hoorn van Valere is een gebogen, gouden hoorn, met een band met ingelegde woorden van zilver op de rand van de beker. Deze luiden; ‘Tia mi aven Moridin isainde vadin’, ofwel ‘Geen graf weerstaat mijn geschal’.
Met deze legendarische hoorn kan men de dode helden van weleer oproepen tot de strijd. Deze helden zijn verbonden met de hoorn, en worden de 'Helden van de Hoorn' genoemd. Zij zijn bekende en onbekende helden uit het verleden van de Wereld van het Rad, die hiermee verbonden zijn door hun dappere daden of hun unieke opoffering. Ze verblijven in Tel'aran'rhoid. Zodra ‘de Hoornblazer’ op de hoorn blaast wordt deze persoon verbonden met de hoorn, tot diens dood. Hij is tijdens zijn leven dan de enige die de helden kan oproepen. Voor ieder ander is het een normale hoorn.
De verhalen-cyclus over de zoektocht naar de Hoorn van Valere wordt veelal de ‘Grote Jacht op de Hoorn’ genoemd. Ze spelen zich af tussen de Trollok-oorlogen en de Oorlog van de Honderd Jaren. Het vertellen van alle verhalen neemt dagen in beslag. Toch zijn deze verhalen zeer populair, en mede hierdoor wordt in de stad Illian om de zoveel tijd een nieuwe ‘Grote Jacht op de Hoorn’ uitgeroepen. Daar zweren de ‘Jagers op de Hoorn’ een eed, waarna ze de wereld intrekken op zoek naar de Hoorn.
Illian wordt verbonden met de Hoorn van Valere omdat daar volgens legenden, de legers van het Licht zullen verzamelen om de strijd aan te gaan met de Duistere en zijn troepen. De Hoorn van Valere zal dan misschien van beslissende invloed zijn tijdens Tarmon Gai’don, de laatste slag.